# ليزا أرمسترونغ
ليزا أرمسترونغ (بالإنجليزية: Lisa Armstrong)‏ هي مغنية وفنانة مكياج بريطانية، ولدت في 25 أكتوبر 1976 في أكسفورد في المملكة المتحدة.